# Otiothops payak
Otiothops payak is een spinnensoort uit de familie Palpimanidae. De soort komt voor in Argentinië.